# 巴恩斯維爾 (阿拉巴馬州)
巴恩斯維爾（英語：Barnesville）是一個位於美國阿拉巴馬州馬里昂縣的非建制地區。該地的面積和人口皆未知。

## 地理
巴恩斯維爾的座標為34°08′23″N 88°04′40″W / 34.13972°N 88.07778°W，而該地的平均海拔高度為160米（即525英尺）。